# Rudolf Jürgens (Mathematiker)
Rudolf Jürgens (* 3. Mai 1900 in Uetersen, Holstein; † 7. November 1937 in Lauenburg in Pommern) war ein deutscher Mathematiker, Physiker und Professor für Methodik des Rechenunterrichts und des naturwissenschaftlichen Unterrichts.

## Leben
Jürgens wurde als Sohn des Böttchers Friedrich Jürgens und seiner Ehefrau Anne (geb. Nagel) im Großen Sand 48 in Uetersen geboren. Von 1906 bis 1915 besuchte er die Städtische Mittel- und Cäcilienschule. Nach einer kurzen Tätigkeit im Geschäft seiner Eltern besuchte Jürgens von 1915 bis 1920 das Königlich-Preußische Seminar in Uetersen und legte im September 1920 die 1. Lehrerprüfung ab. Es folgten von 1920 bis 1926 einige Anstellungen an verschiedenen Hamburger Privatschulen und Jürgens machte nebenbei ein Studium der Experimentalphysik, der angewandten und theoretischen Physik und der Mathematik an der Universität Hamburg. Mit einer experimentalphysikalischen Dissertation auf dem Gebiet der Optik („Über die Zerstreuung von Licht in photographischen Negativen und deren Einfluß auf die Messung von Schwärzungen“) wurde er 1927 zum Doktor der Naturwissenschaften promoviert. Jürgens war bis 1934 als Lehrer an der Knaben- und Mädchenmittelschule in Bargteheide tätig und trat zum 1. Mai 1933 in die NSDAP ein (Mitgliedsnummer 2.735.924). Zum 1. April 1934 wurde er zum kommissarischen Dozenten für Mathematik und Physik an die Hochschule für Lehrerbildung in Lauenburg in Pommern berufen. Durch Erlass vom 5. April 1935 wurde Jürgens zum Professor für Methodik des Rechenunterrichts und des naturwissenschaftlichen Unterrichts ernannt und war gleichzeitig stellvertretender Hochschuldirektor sowie Mitglied des „Wissenschaftlichen Arbeitskreises“ im Bund Deutscher Osten. Nach langer Krankheit verstarb Jürgens im Alter von 37 Jahren in Lauenburg.